# Eupithecia inculta
Eupithecia inculta är en fjärilsart som beskrevs av András Vojnits 1975. Eupithecia inculta ingår i släktet Eupithecia och familjen mätare. Inga underarter finns listade i Catalogue of Life.